# Championnats d'Afrique de trampoline 2010
Les championnats d'Afrique de trampoline 2010 se déroulent en mars 2010 au Jan Wilken Sport Complex de Walvis Bay, en Namibie.
La compétition se déroule conjointement avec les Championnats d'Afrique de gymnastique artistique 2010, les Championnats d'Afrique de gymnastique rythmique 2010 et les Championnats d'Afrique de gymnastique aérobic 2010.
Cinq nations participent à ces championnats : l'Afrique du Sud, l'Algérie, l'Angola, l'Égypte et la Namibie.
La Sud-Africaine Bianca Budler est notamment sacrée championne d'Afrique de double mini trampoline et de tumbling.
La Sud-Africaine Kgadiete Molebogeng est vice-championne d'Afrique de tumbling, le Sud-Africain Ramokopelwa Lebogang est sacré champion d'Afrique de tumbling devant Kelly Andrew et Nko Motlhalefi ; dans la catégorie féminine junior, Rachidi Boitshoko and Todd Lauren sont respectivement médaillées d'or et d'argent.